# Lanzo Torinese
Lanzo Torinese (piemontiul: Lans) település Olaszországban, Lombardia régióban, Torino megyében. Lakosainak száma 4881 fő (2023. január 1.). Lanzo Torinese Cafasse, Coassolo Torinese, Germagnano, Pessinetto, Balangero és Monastero di Lanzo községekkel határos.

## Népesség
A település népességének változása:
| Lakosok száma | 5079 | 5011 | 4881 |
|               | 2017 | 2018 | 2023 |